# Provincie Ečigo

Mapa japonských provincií se zvýrazněnou provincií Ečigo

Provincie Ečigo (japonsky: 越後国; Ečigo no kuni) byla stará japonská provincie ležící v severním Japonsku na pobřeží Japonského moře. Tvořila nejsevernější část správního okruhu Hokurikudó (北陸道). Sousedila s provinciemi Uzen, Iwaširo, Kózuke, Šinano a Eččú. Na jejím území se dnes rozkládá prefektura Niigata, ke která patří i ostrov Sado, jenž byl dříve samostatnou provincií.
Od roku 752 zabírala provincie Ečigo stále stejné území až do svého zrušení.
Během období Sengoku ovládal provincii Ečigo Kenšin Uesugi a jeho dědici. Později se provincie stala lénem příbuzných Iejasua Tokugawy.